# Carpet
Carpet ist eine Band aus Deutschland mit Einflüssen von Progressive Rock, Psychedelic Rock, Stoner Rock und Jazz. Sie steht seit 2024 bei Kapitän Platte unter Vertrag und hat bislang vier Studioalben veröffentlicht.

## Geschichte
Carpet wurde 2008 als Soloprojekt des Komponisten, Grafikdesigners und Musikers Maximilian Stephan ins Leben gerufen, um Eigenkompositionen abseits des damaligen Bandprojekts Dear John Letter zu realisieren. Es entstand das Album The Eye is the Heart Mirror (2009). 2010 formierte sich Carpet mit Jakob Mader (Schlagzeug), Hubert Steiner (Bass) und Sigmund Perner (Keyboard) als live-fähige Band. In der Folge entstand das Album Elysian Pleasures, das 2013 bei Elektrohasch Records veröffentlicht und vom Musikmagazin Eclipsed zum Album des Monats gewählt wurde. Bei Elektrohasch wurden auch die folgenden Alben Secret Box (2017) und About Rooms and Elephants (2018) veröffentlicht. Alle Alben wurden selbst produziert, Support kam von Musikproduzenten wie Michael Kamm und Tom Körbler.
Konzerte spielte die Band hauptsächlich im europäischen Raum, neben Deutschland zum Beispiel in Belgien, Italien und in der Schweiz. Dabei wurde das Set-up immer wieder bis zum Oktett mit Gastmusikern erweitert, zum Beispiel mit Jan Kiesewetter (Saxophon), Andreas Unterreiner (Trompete), Michael Kamm (Vibraphon), Bruno Polaris (Synthesizer) oder Benni Benson (Gitarre). Neben Clubtouren gastierte Carpet auf größeren Festivals wie der Convention Prog-résiste, dem Burg-Herzberg-Festival, Krach am Bach oder (etwa als Support für The Notwist) dem Modular Festival. 2022 spielte die Band gemeinsam mit Streichern der Augsburger Philharmoniker mit eigens dafür geschriebenen Arrangements ein Konzert auf der brechtbühne des Staatstheaters Augsburg. Live agierten Carpet dabei ab 2017 regelmäßig als Sextett mit Martin Lehmann (Trompete) und Maximilian Wörle (Percussions, Vocals).
Zwischendurch ist Carpet auch für Filmmusik aktiv, so schrieben sie 2014 am Soundtrack für den deutschen Hacker-Thriller Who Am I – Kein System ist sicher mit und veröffentlichten daraus die Single Riot Kiss.

## Stil
Die Musik von Carpet weist vielfältige Stilmerkmale auf. Dabei spielen Krautrock, Minimal Music und Jazz genauso eine Rolle wie Rock-Elemente diverser Subgenres. Das spiegelt sich auch in den Einflüssen, welche die Band nennt: King Crimson, Can, Motorpsycho, Jaga Jazzist, Radiohead, The Notwist, The Beatles.
Die ausschließlich eigenkomponierten Stücke entstehen im bandeigenen Studio sowie im Studio ihres Tonmeisters Maximilian Wörle in ihrer Heimatstadt Augsburg.

## Rezensionen
Die Musik von Carpet wird manchmal als eklektisch beschrieben, Rezensionen heben aber vor allem Virtuosität und Ausgewogenheit hervor. NEØLYD beschreibt About Rooms and Elephants als Klangwelt mit waghalsigen Pirouetten,
Rocktimes bescheinigt ihnen eine „nicht unbedingt alltäglichen Auslegung“ von Psychedelic Rock.
Zu einem Konzert in der Glockenbachwerkstatt (2017) schwärmt die Süddeutsche Zeitung von „herrlich engmaschig geknüpften, verteufelt präzise ausgearbeiteten Songs“.
Elysian Pleasures zeige stilistische Vielfalt aus überbordender Kreativität,
während Secret Box solide, aber unaufgeregte Souveränität ausstrahle.
Sonic Rendezvous bewirbt Secret Box:
„You could teach a college class on the influences under which Carpet work. Sounding here like John Lennon fronting Adrian Belew-era King Crimson and there meandering into Floydian ambience offset by fuzzy heavy rock guitar work [...].“ 

## Diskografie
- 2009: The Eye Is the Heart Mirror (Album, Eigenveröffentlichung)[1]
- 2013: Elysian Pleasures (Album, Elektrohasch)[2]
- 2014: Riot Kiss (Single, Elektrohasch)[8]
- 2017: Secret Box (Album, Elektrohasch)[11]
- 2018: About Rooms and Elephants (Album, Elektrohasch)[9]
- 2024: Collision (Album, Kapitän Platte)